# カール・ルートヴィヒ・ヴィルデノウ

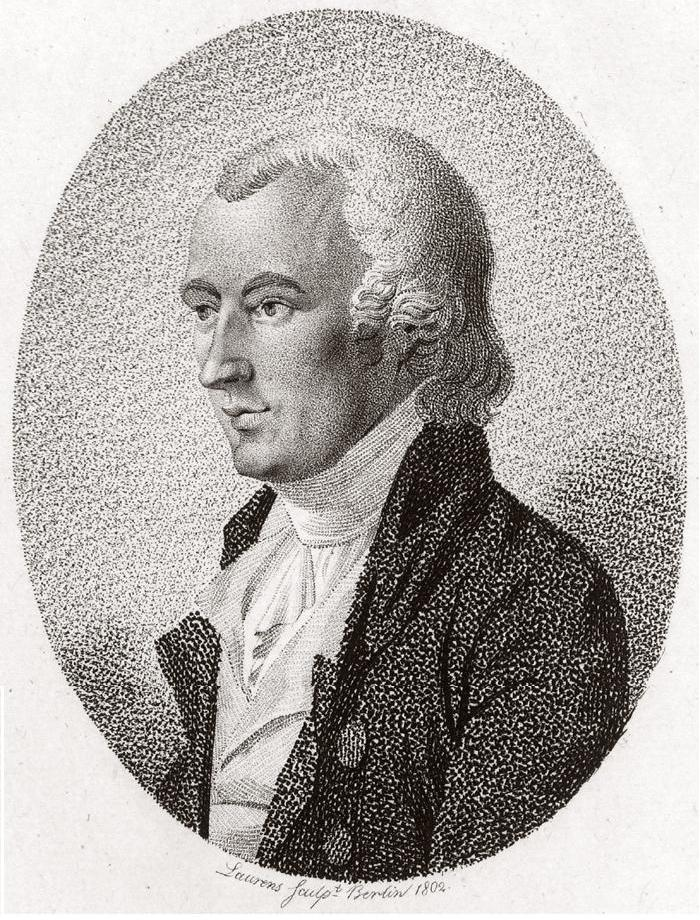
カール・ルートヴィヒ・ヴィルデノウ

カール・ルートヴィヒ・ヴィルデノウ（Carl Ludwig Willdenow、1765年8月22日 - 1812年7月10日）は、ドイツの植物学者、薬剤師、植物分類学者である。ヴィルデノウは、植物の地理的分布を研究する植物地理学 (Phytogeography) の創始者の一人であると見做されている。ヴィルデノウは、最も知られている植物地理学者であるアレクサンダー・フォン・フンボルトの師でもある。

## 略歴
ヴィルデノウはベルリンで生まれ、ハレ大学で医学と植物学を学んだ。1801年ベルリン大学で自然史の教授に就任、1810年から死去までベルリン植物園の園長を務めた。そこで、探検家アレクサンダー・フォン・フンボルトが持ち帰った多くの南米の植物を研究した。ヴィルデノウは植物の気候への順応に興味を持っており、同じ気候下では植物は共通の特徴を有することを示した。2万種を越える標本を含むヴィルデノウのハーバリウムは現在もベルリン植物園で保存されている。
ヴィルデノウはヨーロッパ植物地理学の統合と山起源説で最も有名である。
1801年、ヴィルデノウはスウェーデン王立科学アカデミーの外国人会員に選出された。

## 著作
- Florae Berolinensis prodromus (1787)
- Grundriß der Kräuterkunde (1792)
- Berlinische Baumzucht (1811)
- Linnaei species plantarum (1798–1826, 6 volumes) Botanicus
- Anleitung zum Selbststudium der Botanik (1804)
- Enumeratio plantarum horti regii botanici Berolinensis (1809)
- Hortus Berolinensis (1816)

## 著書の図版
"Grundriß der Kräuterkunde" (「薬用植物の大系」)の図版

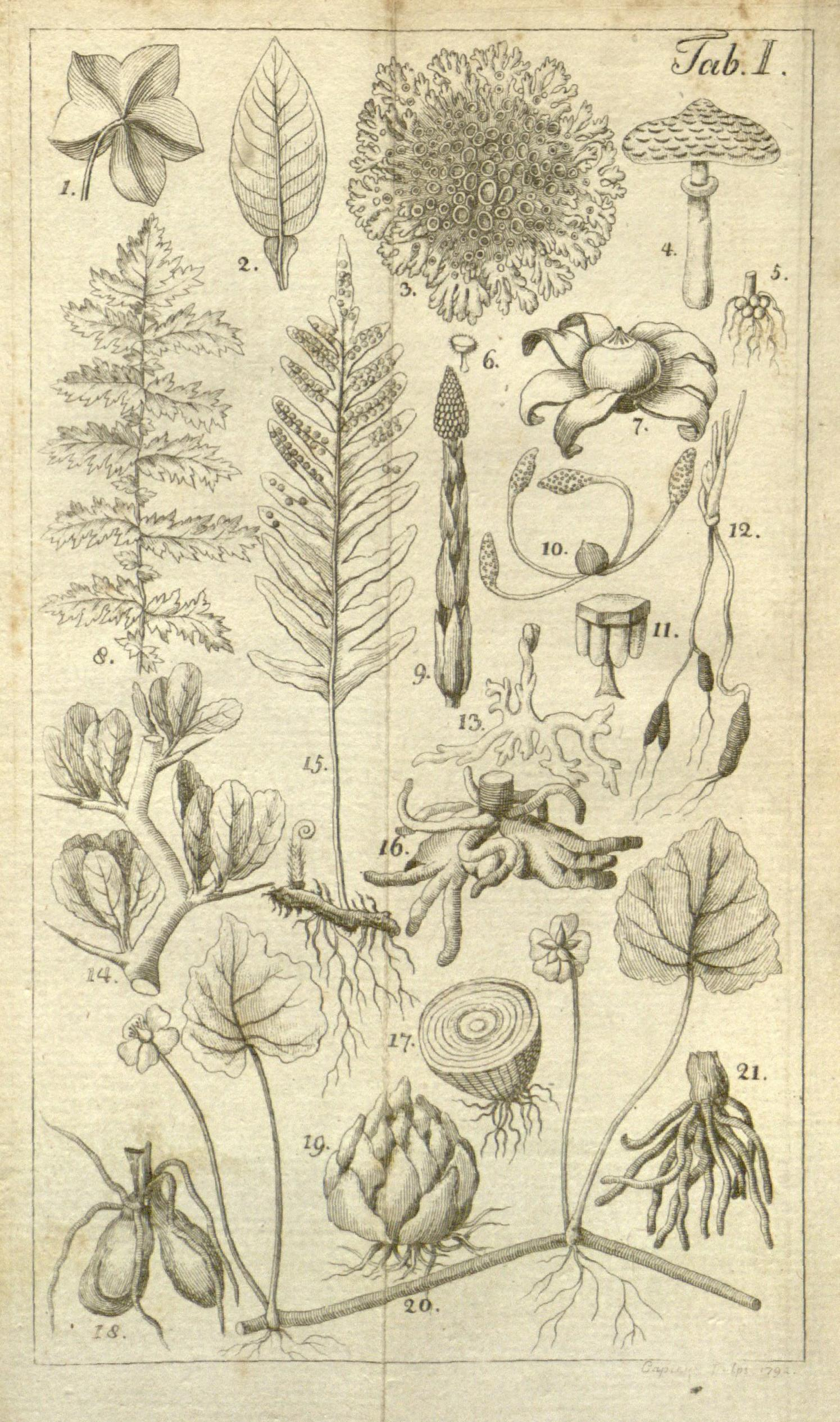
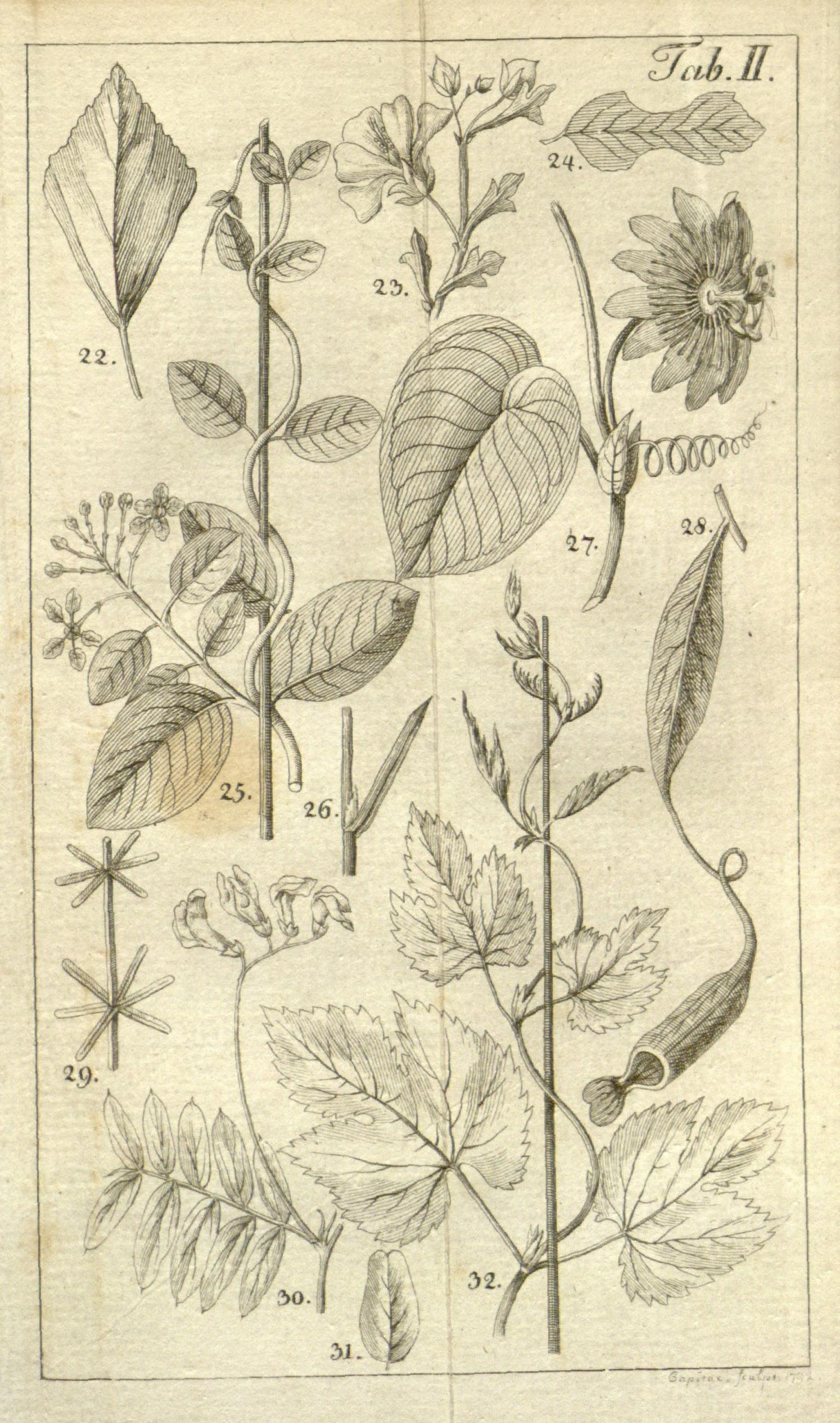
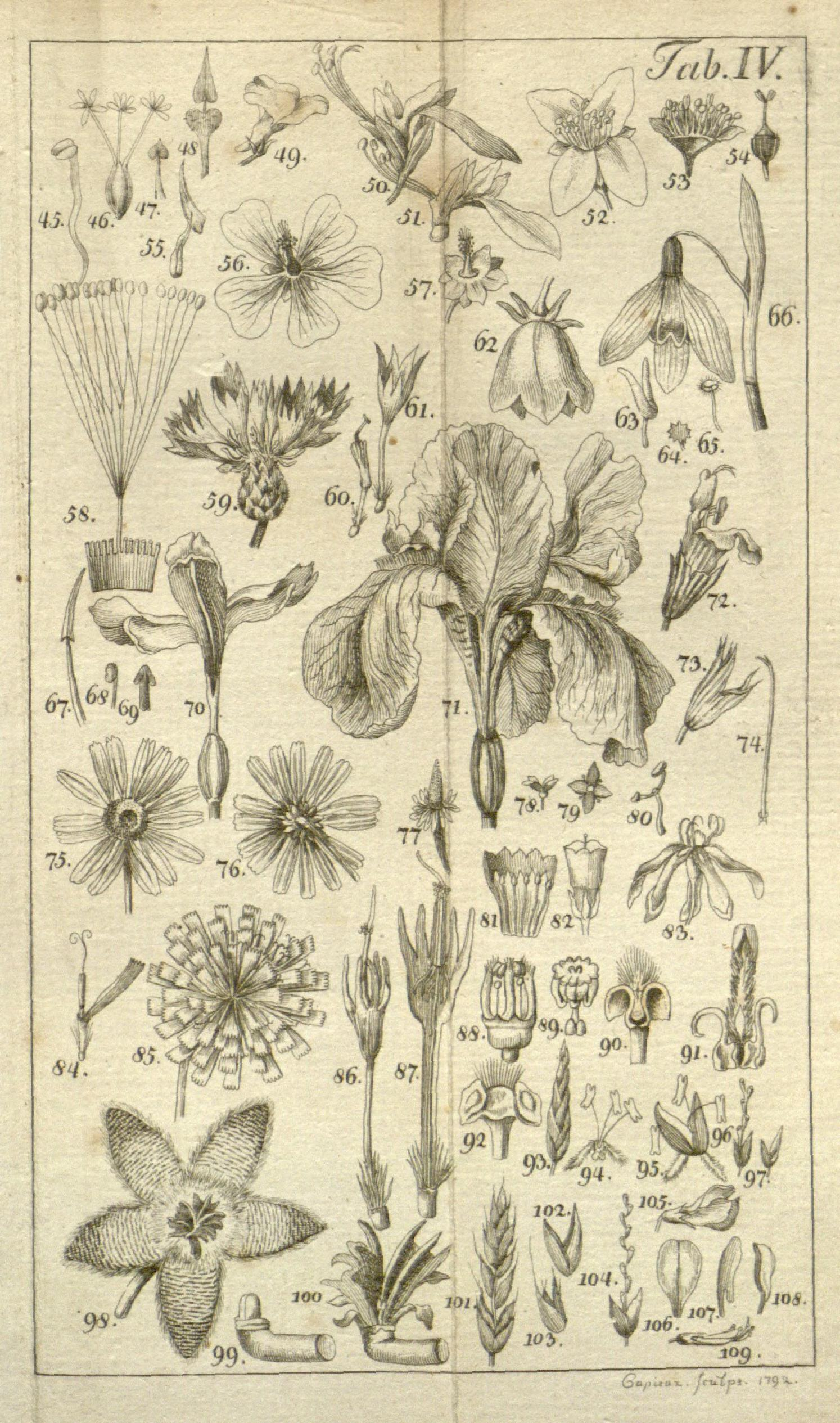
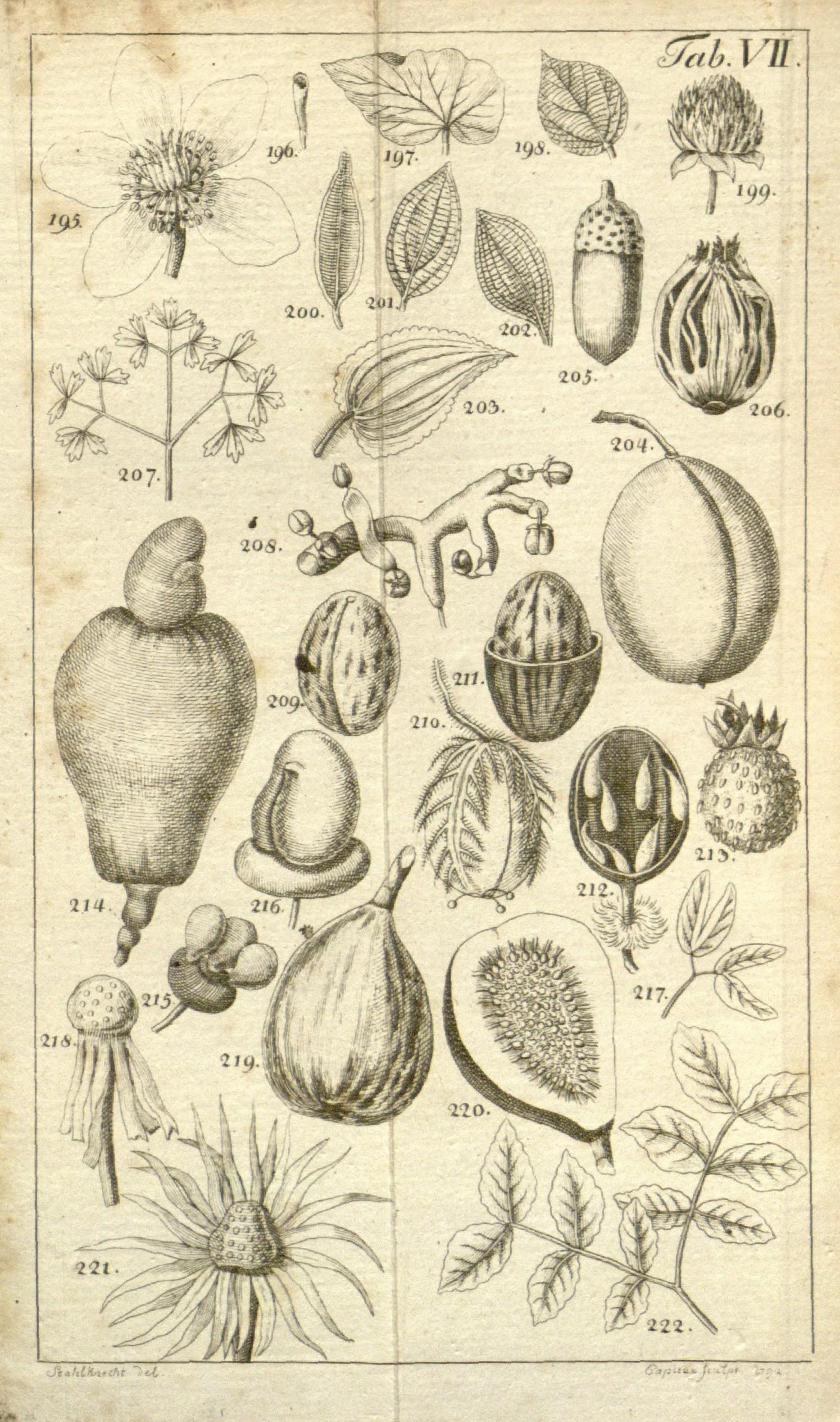
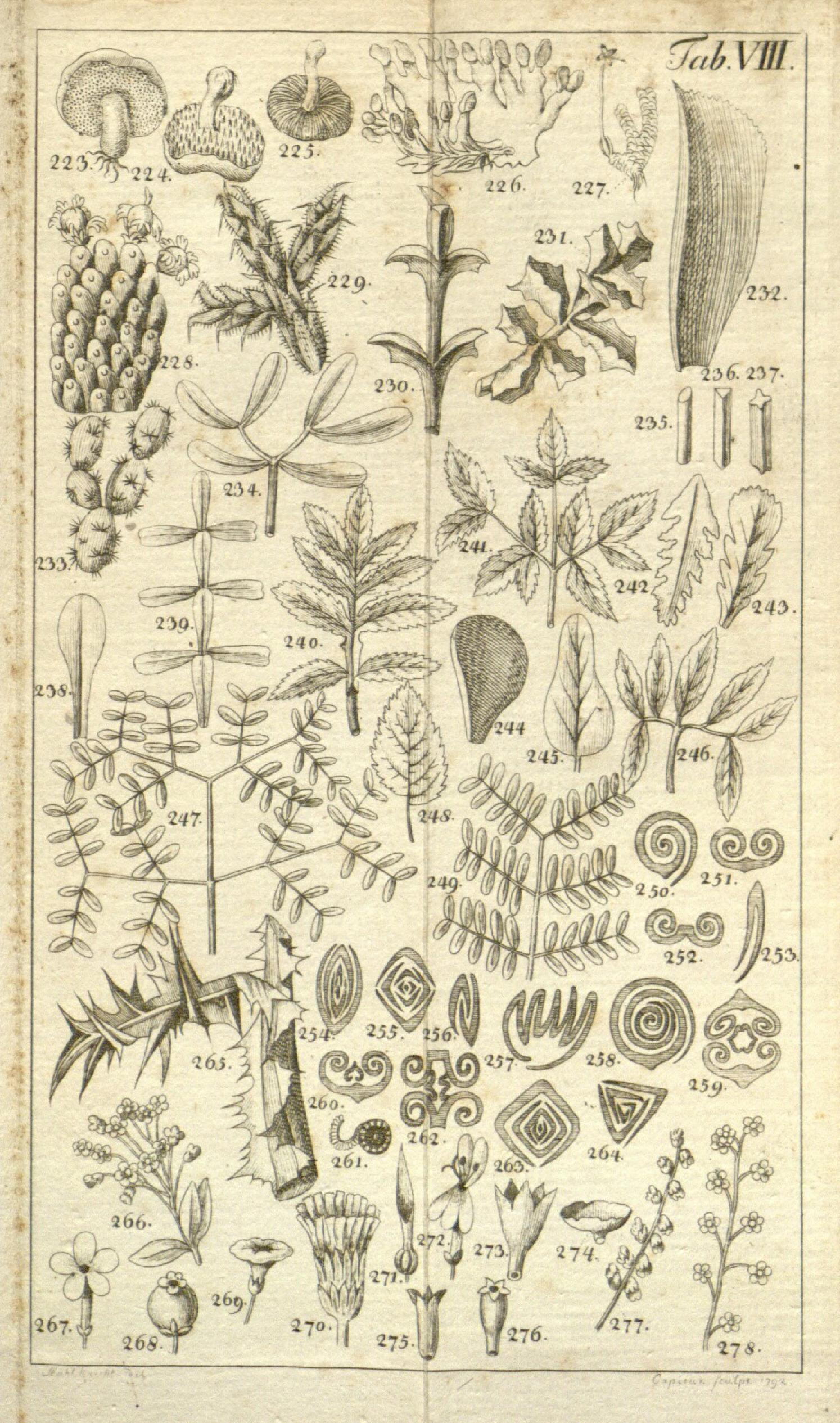